# Wolibórz (stacja kolejowa)
Wolibórz – nieczynna stacja kolejowa w Woliborzu, w gminie Nowa Ruda, w powiecie kłodzkim, w województwie dolnośląskim, w Polsce. Obecnie nie ma na nim peronów. Został wybudowany w 1902 roku, a zlikwidowany około 1934 roku. Ruch na linii biegnącej przystanek został zawieszony w 1931 roku.